# Kołacze
Kołacze [kɔˈwat͡ʂɛ] es un pueblo ubicado en el distrito administrativo de Gmina Stary Brus, dentro del Condado de Włodawa, Voivodato de Lublin, en Polonia oriental. Se encuentra aproximadamente a 4 kilómetros al sureste de Stary Brus, a 18 kilómetros al suroeste de Włodawa, y a 59 kilómetros al noreste de la capital regional Lublin.